# David Christian (historien)
Pour les articles homonymes, voir David Christian et Christian.
David Gilbert Christian (né le 30 juin 1946) est un historien et universitaire américain spécialiste de l'histoire de la Russie. Professeur à l'université Macquarie de 1975 à 2000, puis à l'université d'État de San Diego à partir de 2001, il est surtout connu pour avoir fondé, enseigné et promu l'idée de Big History,.

## Biographie
Christian naît à Brooklyn de parents britannique et américain. Il grandit au Nigeria, puis en Angleterre, où il obtient un B.A. de l'université d'Oxford. Il complète par la suite une M.A. en histoire russe à l'Université de Western Ontario, puis un Ph.D. dans le même domaine à l'Université d'Oxford en 1974,,.
En 1989, il donne son premier cours sur un sujet qu'il nomme big history,,, et devient président de la International Big History Association. Pour le projet, il bénéficie du travail de plusieurs experts spécialisés dans les domaines des sciences, sciences sociales et sciences humaines. Il attire également l'attention de Bill Gates, qui décide de financer le projet de Christian afin, notamment, de pouvoir développer et enseigner au secondaire une version du cours,.

## Publications
- (en)Maps of Time: An Introduction to Big History, 2005, University of California Press[11]
- (en)Bread and Salt: A Social and Economic History of Food and Drink in Russia, 1984, co-written with REF Smith[12]
- (en)A History of Russia, Central Asia and Mongolia, volume 1, 1998
- (en)Big History: Between Nothing and Everything, 1st edition, 2014, McGraw-Hill Education (co-written by Cynthia Stokes Brown and Craig Benjamin)
- Origines. Une grande histoire du monde du Big Bang à nos jours, arpa, 2025 ((en) Origin Story: A Big History of Everything, Little, Brown and Company, 2018), trad. Catherine Leclerc  (ISBN 978-84-10490-01-7)

## Prix et distinctions
- 2005 : World History Association Book Prize, Maps of Time
- 2014 : Distinguished Professor, Macquarie University.